# إمريش
إمرِيش هي قرية فلسطينية تتبع دورا بمحافظة الخليل جنوب الضفة الغربية، تقع جنوب غرب مدينة الخليل على بعد 10 كم منها، يحدها من الشرق كرمة ومن الشمال قرية خرسا ومن الغرب الصرة ومن الجنوب كرزة وأبو العسجا ، وصل عدد السكان إلى 1,623 نسمة في عام 2007 حسب الجهاز المركزي للإحصاء الفلسطيني، يتألف سكان القرية من عدد من العائلات، منها: الدرابيع، الشعراوي، دودين، شاهين، قزاز، وأبو عفيفان.

## التسمية
لعل إمريش من مَرَش الماء بمعنى سال. والمَرْش الأرض التي إذا أُمْطِرت سالت سريعاً. والمرش ايضاً حضيض الجبل.

## الموقع الجغرافي والمناخ
تقع قرية امريش على ارتفاع 761 مترا فوق سطح البحر، ويبلغ المعدل السنوي للأمطار فيها حوالي 436 ملم، أما معدل درجات الحرارة فيصل إلى 16 درجة مئوية، ومعدل الرطوبة النسبية يبلغ حوالي61%.

## قطاع الصحة
يوجد في القرية عيادة طبية واحدة (خاصة)، بالإضافة إلى مركز أمومة وطفولة واحد تابع للقطاع الحكومي، وفي حالات الطوارئ يضطر المرضى في قرية امريش إلى الوصول إلى المرافق الصحية الموجودة في مدينة دورا. من الجدير بالذكر فان أحد المراكز الصحية في القرية تم تدميره من قبل قوات الاحتلال الإسرائيلي.

## السكان
يبلغ عدد سكان قرية إمريش بحوالي 1,262 نسمة، منهم 615 من الذكور، و647 من الإناث، وتتكون قرية امريش من عدد من العائلات أشهرها: الدرابيع، الشعراوي، دودين، شاهين، قزاز، وأبو عفيفان.

## الأماكن الدينية والأثرية
يوجد في القرية مسجدان، هما مسجد إمريش الكبير ومسجد صلاح الدين الأيوبي، لكن بالنسبة للأماكن الأثرية، فلا يوجد أية مواقع أثرية في القرية.